# Theodor von Raithu
Theodor von Raithu († vor 625) war ein Presbyter, der im Kloster von Raithu wirkte. Er gilt als wichtigster und zugleich letzter Vertreter des Neo-Chalkedonismus.

## Leben
Zum Leben des Theodor von Raithu gibt es nur indirekte Hinweise aus seinen Werken. Er war um 600 Mönchspriester im Kloster von Raithu, dem heutigen at-Tur. Möglicherweise wurde er später Bischof von Pharan (heute: Fīrān) und wäre damit identisch zu Theodor von Pharan. Diese Identifikation hängt jedoch an der Bestimmung eines Werks des Theodor von Pharan als Praeparatio des Theodor von Raithu. Wahrscheinlich starb Theodor von Raithu vor 625.

## Wirken
Theodor schrieb auf Griechisch. Seine Werke sind heute, bis auf die προπαρασκευή (eher bekannt unter dem lateinischen Begriff Praeparatio oder De incarnatione), nicht mehr erhalten oder nicht mehr sicher zuordenbar. Die Preparatio entstand wohl zwischen 580 und 620 und nimmt inhaltlich Bezug auf das Konzil von Chalkedon. In seinem Werk vertritt er den Neo-Chalkedonismus und argumentierte gegen den Monophysitismus.
Die Praeparatio ist in zwei Teilen angelegt: Im ersten Teil eine theologische Widerlegung verschiedener christologischer Häresien, unter anderem des Manichäismus. Im zweiten Teil erfolgen Begriffsbestimmungen aus der Christologie; in diesem Teil wird auch die Übereinstimmung des Konzils von Chalkedon mit den Lehren des Kyrill von Alexandria argumentiert.
Theodor gilt als einer der spätantiken Theologen, die mithilfe aristotelischer Logik theologische Beweise führten. Unklar bleibt, ob Theodor von Raithu später noch das Amt des Abtes oder andere Kirchenämter bekleidet hat; diese Einordnung ist von der Identifikation mit Theodor von Pharan abhängig.

## Rezeption und Forschung
Bereits Johannes von Damaskus griff die Argumente der Preparatio von Theodor auf. Sein Werk war folglich lange bekannt und wurde insbesondere im 17. Jahrhundert erneut rezipiert. Seine Schriften wurden im 19. Jahrhundert in den Patrologia Graeca von Jacques-Paul Migne in Band 91 veröffentlicht, eine kritische Edition seines Hauptwerks erfolgte 1938 durch Franz Diekamp.
In der modernen Forschung wird Theodor von Raithu gelegentlich gleichgesetzt mit Theodor von Pharan, sodass weitere, fragmentarische Schriften erhalten sein könnten. Ein weiteres, ihm zugeschriebenes Werk ist De Sectis, als dessen Verfasser früher  Leontios von Byzanz galt. Diese Zuordnung sowie die anderer Werke wird allerdings in der Forschung kontrovers diskutiert.